# Estació de Puerta Jerez
Puerta Jerez és una estació de la línia 1 del metro de Sevilla situada al districte del Casco Antiguo a la població de Sevilla. Tot i formar part del primer tram (Ciudad Expo - Condequinto) a inaugurar-se, l'estació va entrar en servei posteriorment, concretament al setembre del 2009.
| Metro de Sevilla       |               |       |                        |                        |
| Procedència/Destinació | <             | Línia | >                      | Procedència/Destinació |
| Ciudad Expo            | Plaza de Cuba |       | Prado de San Sebastián | Olivar de Quintos      |